# الأولمبياد الخاص
الأولمبياد الخاص، أكبر منظمة رياضية في العالم للأطفال والكبار من ذوي الإعاقات الذهنية والإعاقات الجسدية، إذ يوفر تدريبات وأنشطة على مدار العام لخمسة ملايين مشارك وشريك من شركاء الرياضات الموحدة في 172 دولة. تقام مسابقات الأولمبياد الخاص كل يوم، في جميع أنحاء العالم، بما في ذلك المسابقات المحلية والوطنية والإقليمية، وتضيف ما يصل إلى أكثر من 100000 حدث سنويًا. تعترف اللجنة الأولمبية الدولية بمنظمة الأولمبياد الخاص كما هو الحال مع اللجنة البارالمبية الدولية، ومع ذلك، على عكس الألعاب الأولمبية للمعاقين، لا تقام الألعاب العالمية للأولمبياد الخاص في نفس العام ولا بالتزامن مع الألعاب الأولمبية.
تعتبر دورة الألعاب العالمية للأولمبياد الخاص حدثًا هامًا أقامته لجنة الأولمبياد الخاص. تتناوب الألعاب العالمية بين الألعاب الصيفية والشتوية، على مدار عامين، وتتكرر كل أربع سنوات. أقيمت المباريات الأولى في 20 يوليو 1968 في شيكاغو في إلينوي، بحضور حوالي 1000 رياضي من الولايات المتحدة وكندا. أعلنت الرئيسة الفخرية يونيس كينيدي شرايفر تشكيل منظمة الأولمبياد الخاص خلال الألعاب الأولى.
توسعت المشاركة الدولية في الألعاب اللاحقة. أقيمت الألعاب الصيفية الأولى خارج الولايات المتحدة في دبلن بأيرلندا في عام 2003، بمشاركة 7000 رياضي من 150 دولة. أقيمت أحدث الألعاب الصيفية العالمية في أبو ظبي في الإمارات العربية المتحدة، في الفترة بين 14-21 مارس 2019. كانت تلك أول دورة ألعاب عالمية للأولمبياد الخاص تقام في الشرق الأوسط. ستقام الألعاب الصيفية العالمية القادمة في برلين في ألمانيا، في الفترة بين 16-25 يونيو 2023. وستكون المرة الأولى التي تستضيف فيها ألمانيا دورة الألعاب العالمية للأولمبياد الخاص.
أقيمت أول دورة ألعاب شتوية عالمية في عام 1977 في ستيمبوت سبرينغز في كولورادو بالولايات المتحدة. استضافت النمسا الألعاب الشتوية الأولى خارج الولايات المتحدة في عام 1993. وقد أقيمت أحدث الألعاب الشتوية العالمية للأولمبياد الخاص في غراتس في شلادمينغ ورامساو بالنمسا، في الفترة بين 14-25 مارس 2017. عُقدت أول قمة تنمية عالمية للأولمبياد الخاص خلال الألعاب الشتوية العالمية لعام 2013 في بيونغتشانغ في كوريا الجنوبية، حول «إنهاء دورة الفقر والإقصاء للأشخاص ذوي الإعاقات الذهنية» والتي جمعت مسؤولين حكوميين وناشطين ورجال أعمال من حول العالم.

## الخلفية التاريخية
اعتقدت يونيس كينيدي شرايفر أن المعاقين ذهنيًا بإمكانهم العيش بسعادة وعيش حياة ذات معنى. عندما أخذت والدتها أختها روزماري إلى الطبيب، قيل لهم أن وضع روزماري ميؤوس منه، فأسست يونيس الأولمبياد الخاص لإحداث تغيير إيجابي في موقف الجمهور تجاه المعاقين ذهنيًا. أسست يونيس كينيدي شرايفر في يونيو 1963 معسكرًا نهاريًا سمي معسكر شرايفر للأطفال ذوي الإعاقات الذهنية والجسدية في منزلها في بوتوماك بولاية ماريلاند. هدف المخيم إلى التعامل مع مخاوف امتلاك الأطفال المعوقين فرصًا ضئيلة للغاية للمشاركة في الأحداث الرياضية المنظمة. وامتثالًا بمخيم شرايفر، روّج رئيس مؤسسة جوزيف بي كينيدي جونيور والعضو في لجنة الرئيس جون إف كينيدي للتخلف العقلي، كينيدي شرايفر، لمفهوم المشاركة في النشاط البدني والفرص الأخرى للأشخاص ذوي الإعاقات الذهنية. أصبح معسكر شرايفر حدثًا سنويًا، وقدمت مؤسسة كينيدي منحًا للجامعات وإدارات الترفيه والمراكز المجتمعية لإقامة معسكرات مماثلة.
كتبت كينيدي شرايفر مقالًا في ذا ساترداي إيفينينغ بوست في أوائل ستينيات القرن العشرين، كشفت فيه أن أختها روزماري، شقيقة الرئيس جون كينيدي أيضًا، ولدت بإعاقات ذهنية. نُظر إلى هذه المقالة الصريحة حول عائلة الرئيس على أنها «نقطة فاصلة» في تغيير المواقف العامة تجاه الأشخاص ذوي الإعاقات الذهنية. زودت إعاقة روزماري، كينيدي شرايفر برؤية شاملة مفادها أن الأشخاص ذوي الإعاقات الذهنية يمكنهم التنافس وفي نفس الوقت التوحد معًا في الأماكن العامة. لقد قيل في كثير من الأحيان أن إعاقة روزماري كانت مصدر إلهام يونيس لتشكيل الأولمبياد الخاص (كما سميت الحركة)، لكنها أخبرت صحيفة نيويورك تايمز في عام 1995 أن هذا ليس هو الحال بالضبط، وقالت «يجب ألا تركز الألعاب على فرد واحد».
أجرى الدكتور جيمس إن أوليفر من إنجلترا بحثًا رائدًا في عام 1958، تضمن دراسة رائدة تظهر أن التمارين البدنية والأنشطة للأطفال ذوي الإعاقات الذهنية لها آثار إيجابية تنعكس أيضًا على الفصل الدراسي (آثار تمارين وأنشطة التكييف البدني على الخصائص العقلية للأولاد ذوي الوضع دون الطبيعي تربويًا، المجلة البريطانية لعلم النفس التربوي، XXVIII، يونيو 1958). عمل أوليفر في عام 1964 كمستشار لمعسكر شرايفر.
أظهر بحث عام 1964 للدكتور فرانك هايدن، وهو أستاذ التربية البدنية الكندي من لندن، أونتاريو، أن الأشخاص ذوي الإعاقة الذهنية يمكنهم -ويجب عليهم- المشاركة في التمارين البدنية. وأعرب عن اعتقاده أن فوائد هذا النشاط ستظهر في جميع مجالات حياة الرياضيين.  بدأ هايدن في خريف عام 1968 واحدًا من أولى البرامج الرياضية المنظمة العامة، وهو الهوكي الأرضي للأفراد ذوي الإعاقات الذهنية، بمساعدة مدرسة محلية كانت توفر مساحة في صالة الألعاب الرياضية الخاصة بها. طور هايدن في منتصف ستينيات القرن العشرين فكرة للألعاب الوطنية، ولفت عمله انتباه مؤسسة كينيدي. شارك بأفكاره للألعاب الوطنية، أثناء تفرغه للتدريس وعمله في المؤسسة.
أقيمت أول دورة ألعاب للأولمبياد الخاص في 20 يوليو 1968 في سولدجر فيلد في شيكاغو. شارك حوالي 1000 رياضي من الولايات المتحدة وكندا في الحدث الذي استمر ليوم واحد، والذي كان مشروعًا مشتركًا بين مؤسسة كينيدي ودائرة شيكاغو بارك. بدأت معلمة التربية البدنية في منطقة شيكاغو بارك آن ماكجلون بيرك، بفكرة رياضية لمرة واحدة على مستوى المدينة على الطراز الأولمبي لذوي الاحتياجات الخاصة. تقربت بيرك من مؤسسة كينيدي في عام 1967 للمساعدة في تمويل الحدث. شجعها كينيدي شرايفر بدوره على توسيع الفكرة خارج المدينة وقدمت المؤسسة منحة قدرها 25000 دولار. وعندما تقدمت بيرك لمؤسسة خيرية أخرى من أجل التمويل، قيل لها: «يجب أن تخجلي من وضعك هؤلاء الأطفال في عروض».
ضمت اللجنة الاستشارية للأولمبياد الخاص في شيكاغو الدكتور ويليام فريبيرج من جامعة جنوب إلينوي، والدكتور هايدن من مؤسسة كينيدي، والدكتور آرثر بيفي، وبيرك، وويليام ماكفيتريدج، وستيفن كيلي من دائرة شيكاغو بارك، وكذلك بطل العشاري الأولمبي رافر جونسون، وكان كينيدي شرايفر رئيسًا فخريًا.
أعلن كينيدي شرايفر في ألعاب يوليو 1968، عن تشكيل الألعاب الأولمبية الخاصة وأن المزيد من الألعاب ستعقد كل عامين باعتبارها «أولمبيادًا دوليًا خاصًا كل سنتين». شغل هايدن منصب المدير التنفيذي للألعاب حتى عام 1972، ثم في منصب للتطوير الدولي للألعاب.
منحت اللجنة الأولمبية الأمريكية في عام 1971 الموافقة الرسمية للأولمبياد الخاص لاستخدام اسم «الألعاب الأولمبية». أرسلت فرنسا أوائل الرياضيين من خارج أمريكا الشمالية إلى المباريات الثانية التي عقدت في عام 1970. شهدت المباريات الثالثة في عام 1972 إرسال 10 دول للرياضيين. أقيمت أول دورة للألعاب الأولمبية الخاصة كألعاب شتوية في فبراير 1977 في ستيمبوت سبرينغز في كولورادو بالولايات المتحدة. أعلنت الأمم المتحدة عام 1986، عام الألعاب الأولمبية الخاصة. وفي عام 1988، اعتُرف بالأولمبياد الخاص رسميًا من قبل اللجنة الأولمبية الدولية. كانت الألعاب العالمية الأولى التي أقيمت خارج الولايات المتحدة، هي الألعاب الشتوية لعام 1993 في سالزبورغ وشلاديمينغ في النمسا. كان الرئيس النمساوي أول رئيس دولة يفتتح الألعاب شخصيًا.